# Samoilowitsch-Halbinsel
Die Samoilowitsch-Halbinsel (russisch Полуостров Самойловича Poluostrow Samoilowitscha) ist eine Halbinsel an der Knox-Küste des ostantarktischen Wilkeslands. Sie liegt im Gebiet der Bunger-Oase.
Wissenschaftler einer sowjetischen Antarktisexpedition kartierten und benannten sie 1956. Namensgeber ist der russische bzw. sowjetische Polarforscher Rudolf Lasarewitsch Samoilowitsch (1881–1939).